# Muziris epigynatus
Muziris epigynatus là một loài nhện trong họ Salticidae.
Loài này thuộc chi Muziris. Muziris epigynatus được Embrik Strand miêu tả năm 1911.